# خوشه کمان‌ها
خوشه کمان ها (به انگلیسی: Arches cluster) یا خوشه آرچز یک خوشه ستاره‌ای در نزدیکی مرکز کهکشان راه شیری است. این خوشه ستاره‌ای از حدود ۱۵۰ ستارهٔ جوان و داغ که همگی از جمله درخشان‌ترین و پرجرم‌ترین ستارگان کهکشان راه شیری هستند و در محدوده‌ای به قطر ۱ سال نوری گرد آمده اند، تشکیل شده است.